# Вежбенцин (Західнопоморське воєводство)
Вежбенцин (пол. Wierzbięcin, нім. Farbezin) — село в Польщі, у гміні Новоґард Голеньовського повіту Західнопоморського воєводства.
Населення — 537 осіб (2011).
У 1975-1998 роках село належало до Щецинського воєводства.

## Демографія
Демографічна структура станом на 31 березня 2011 року:
|          | Загалом | Допрацездатний вік | Працездатний вік | Постпрацездатний вік |
| -------- | ------- | ------------------ | ---------------- | -------------------- |
| Чоловіки | 287     | 56                 | 215              | 16                   |
| Жінки    | 250     | 45                 | 164              | 41                   |
| Разом    | 537     | 101                | 379              | 57                   |